# Teinoptila brunnescens
Teinoptila brunnescens là một loài bướm đêm thuộc họ Yponomeutidae. Nó được tìm thấy ở Trung Quốc (Vân Nam), Ấn Độ và Nepal.
Sải cánh dài 22-23.5 mm.